# Indotyphlops madgemintonae
Espèce
Synonymes
- Typhlops madgemintonae Khan, 1999
- Typhlops madgemintonae shermani Khan, 1999

Indotyphlops madgemintonae est une espèce de serpents de la famille des Typhlopidae. 

## Répartition
Cette espèce est endémique de la province de l'Azad Cachemire au Pakistan. Elle se rencontre à environ 1 315 m d'altitude.

## Liste des sous-espèces
Selon The Reptile Database (29 avril 2014) :
- Indotyphlops madgemintonae madgemintonae (Khan, 1999)
- Indotyphlops madgemintonae shermani (Khan, 1999)

## Étymologie
Cette espèce est nommée en l'honneur de Madge Minton. La sous-espèce est nommée en l'honneur de Sherman Anthony Minton.

## Publication originale
- Khan, 1999 : Two new species of blind snakes of genus Typhlops from Azad Kashmir and Punjab, Pakistan (Serpentes: Typhlopidae). Russian Journal of Herpetology, vol. 6, no 3, p. 231-240.